# Geiranger
Geiranger és un petit poble turístic a Sunnmøre, comtat de Møre og Romsdal, en la part occidental de Noruega. Es troba a Stranda a la capçalera del fiord de Geiranger, el qual és un braç del llarg Storfjorden. La ciutat més propera és Ålesund. Geiranger és la llar d'alguns dels més espectaculars escenaris del món, i ha estat anomenat el millor destí turístic a Escandinàvia per Lonely Planet. Des del 2005, l'àrea del fiord de Geiranger ha estat catalogat per la UNESCO com un lloc Patrimoni de la Humanitat. La Cascada de les Set Germanes està localitzada just a l'oest de Geiranger. La Ruta del Comtat 63 passa a través del poble. L'església de Geiranger és la principal pel poble i l'àrea circumdant.
Geiranger es troba sota l'amenaça constant de la muntanya Åkerneset que podria erosionar en direcció al fiord. Un col·lapse podria causar un tsunami que podria destruir el centre de Geiranger.

## El nom
La forma nòrdica del nom era  Geirangr . El sufix -angr ('fiord')- un element comú en els noms de llocs de Noruega (vegeu per exemple Hardanger i Varanger). El primer element podria ser el genitiu plural de la paraula nòrdica geiri ('tros de terra; camp en un vessant de la muntanya') - relacionat amb l'anglès gore. Això, llavors es referiria a les diverses granges petites i camps que jeuen en les costerudes vessants de les muntanyes al voltant del fiord. (Veure Knivsflå i Skageflå).

## Turisme
Aquest tercer port més gran de creuers a Noruega, rep de 140 a 180 vaixells durant la temporada turística de quatre mesos. El 2012, uns 300.000 passatgers de creuers van visitar Geiranger durant la temporada d'estiu. Diversos centenars de milers de persones hi passen cada estiu, i el turisme és l'activitat principal de les 250 persones que hi viuen de manera permanent. Hi ha cinc hotels i més de deu llocs de càmping. La temporada turística s'estén des de maig fins a principis de setembre. Recorreguts per les històriques granges properes de Knivsflå i Skageflå són possibles des de Geiranger.
Cada any al juny, s'organitza l'esdeveniment Geiranger - Des del fiord al Cim. Compren una mitja marató i una cursa de bicicletes, ambdues amb inici al fiord a partir del nivell del mar i final a 1.497 msnm al cim de la muntanya Dalsnibba, prop del llac Djupvatnet. Atès que encara hi ha una gran quantitat de neu restant a les muntanyes en aquesta època de l'any, la cursa també s'anomena "De l'Estiu a l'Hivern".

## Galeria d'imatges

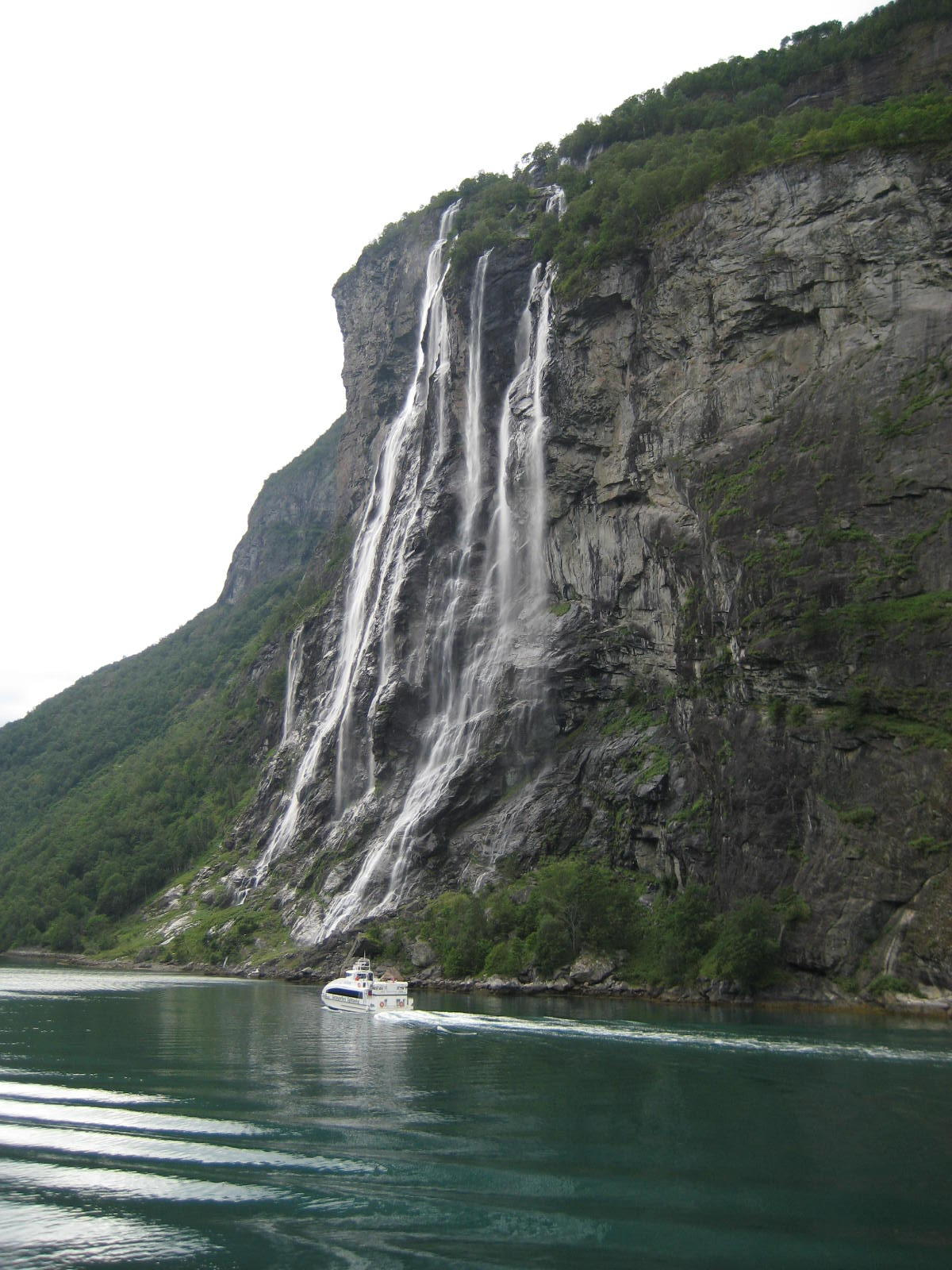
La Cascada de les Set Germanes al fiord de Geiranger
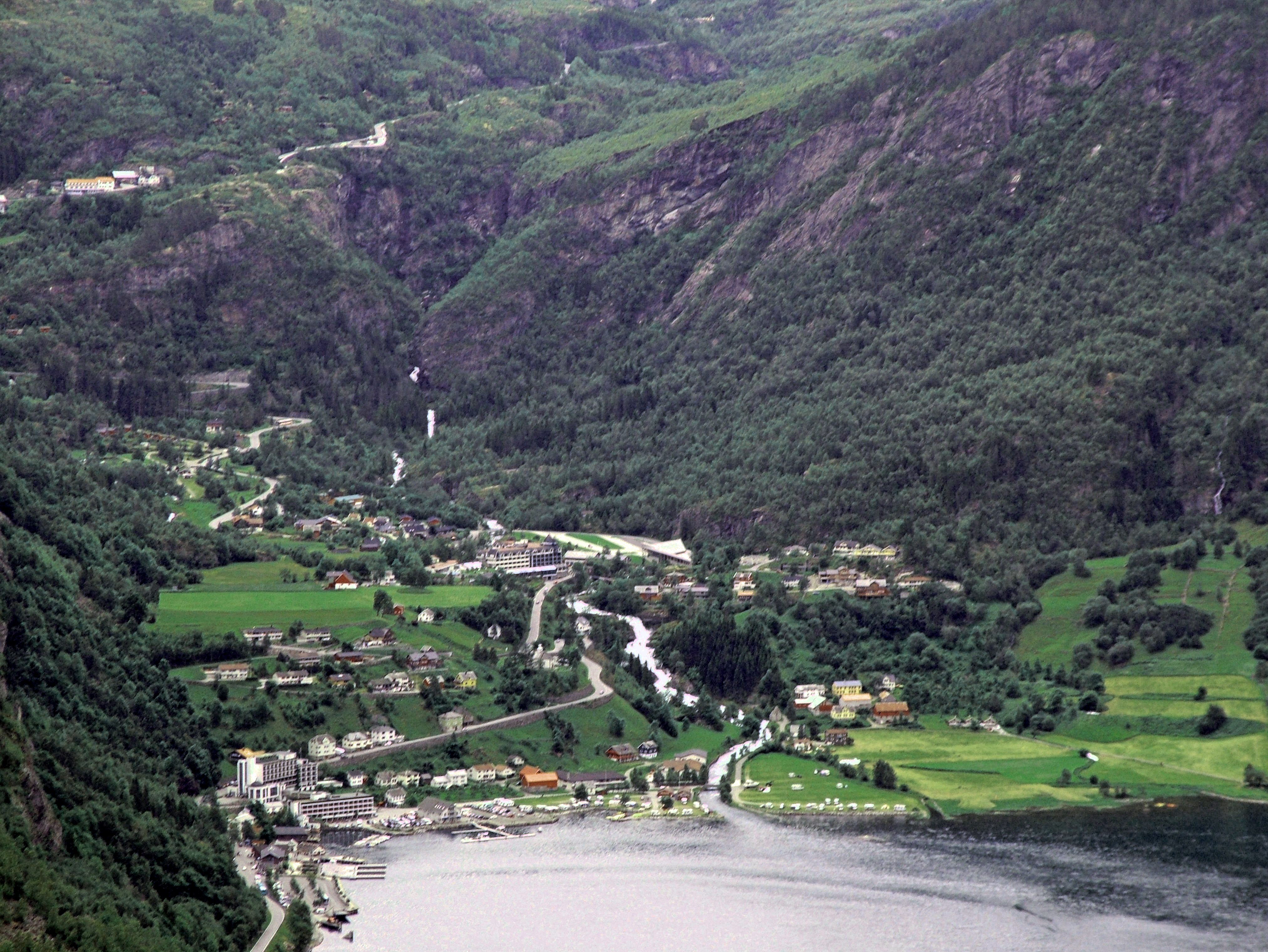
Vista del poble de Geiranger
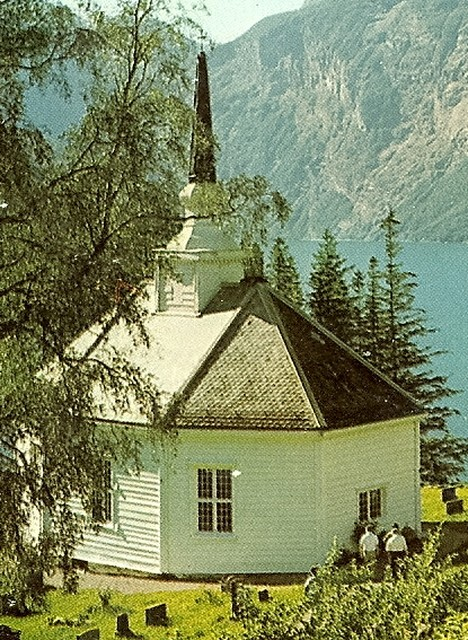
Església de Geiranger
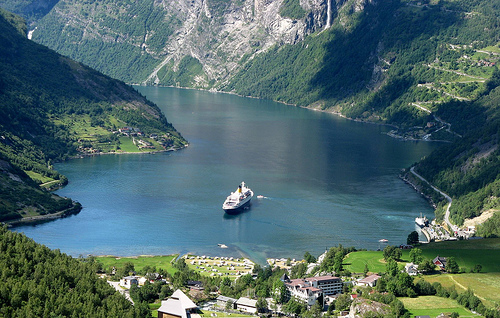
Creuer a Geiranger
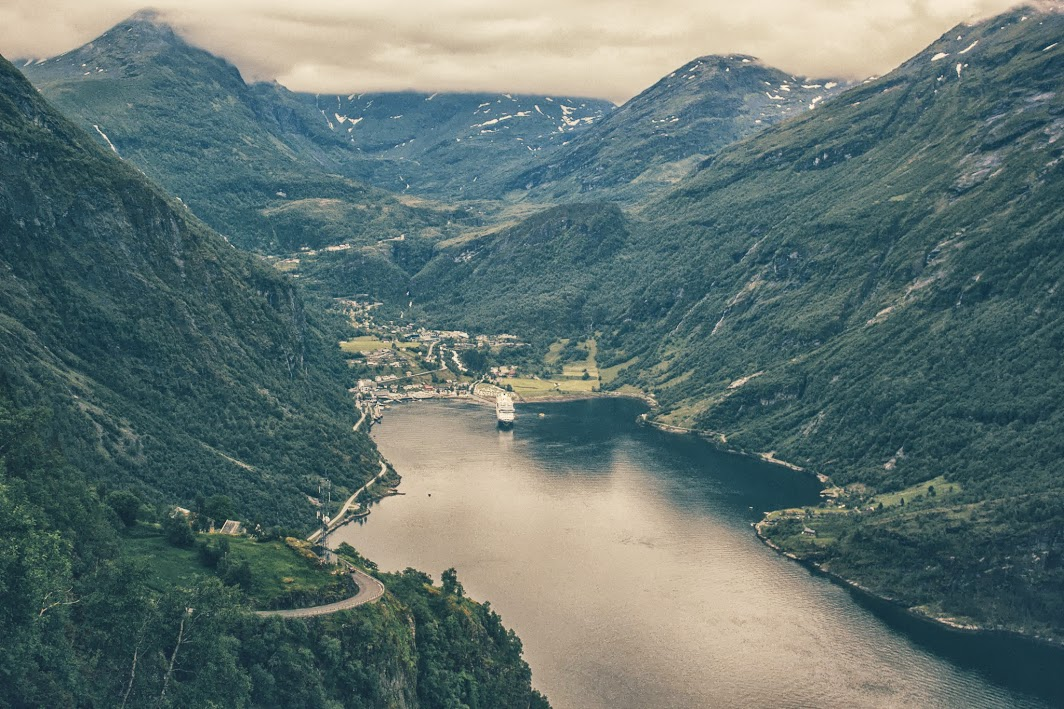
Vista de Geiranger
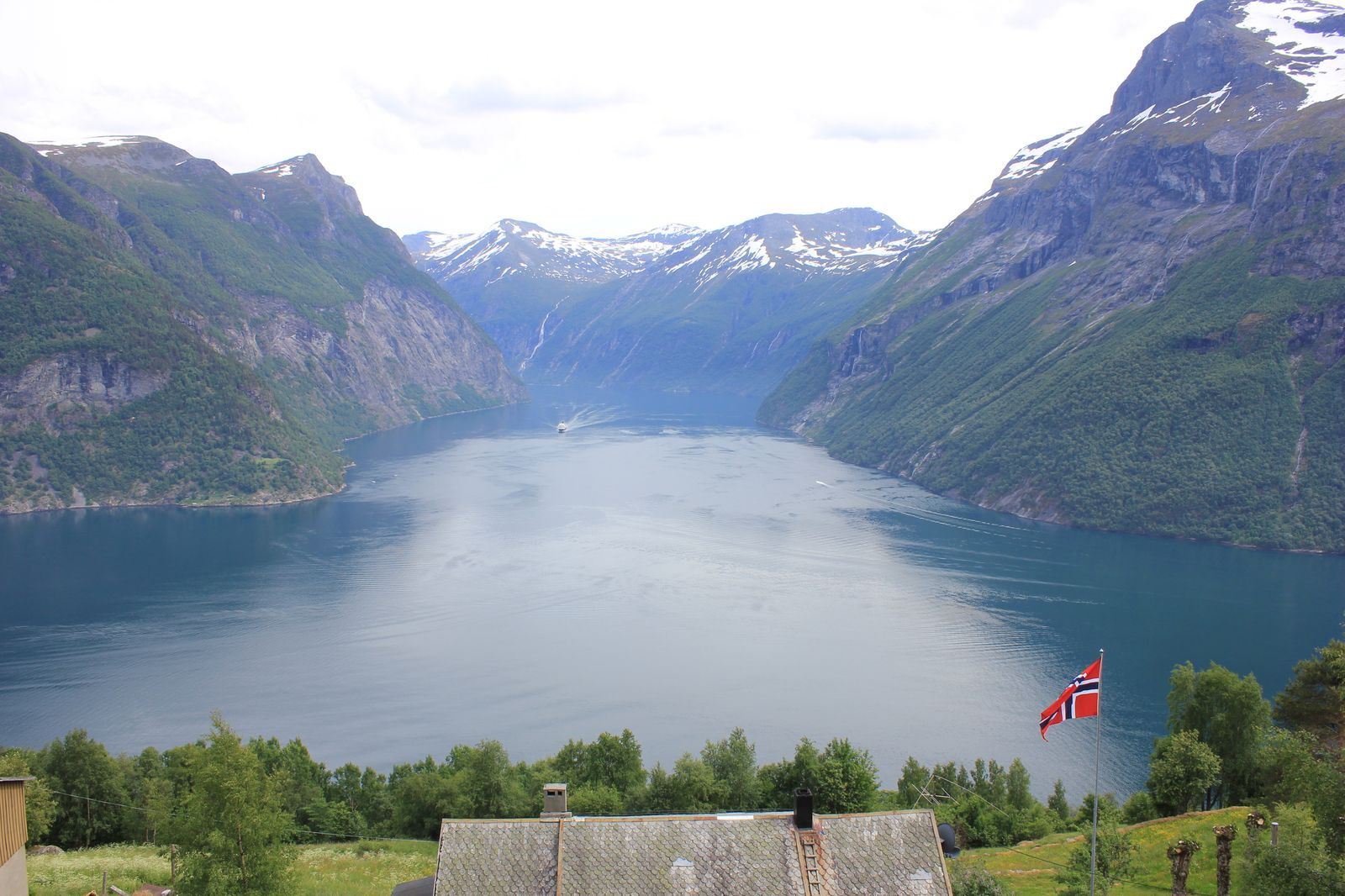
Vista del fiord de Geiranger
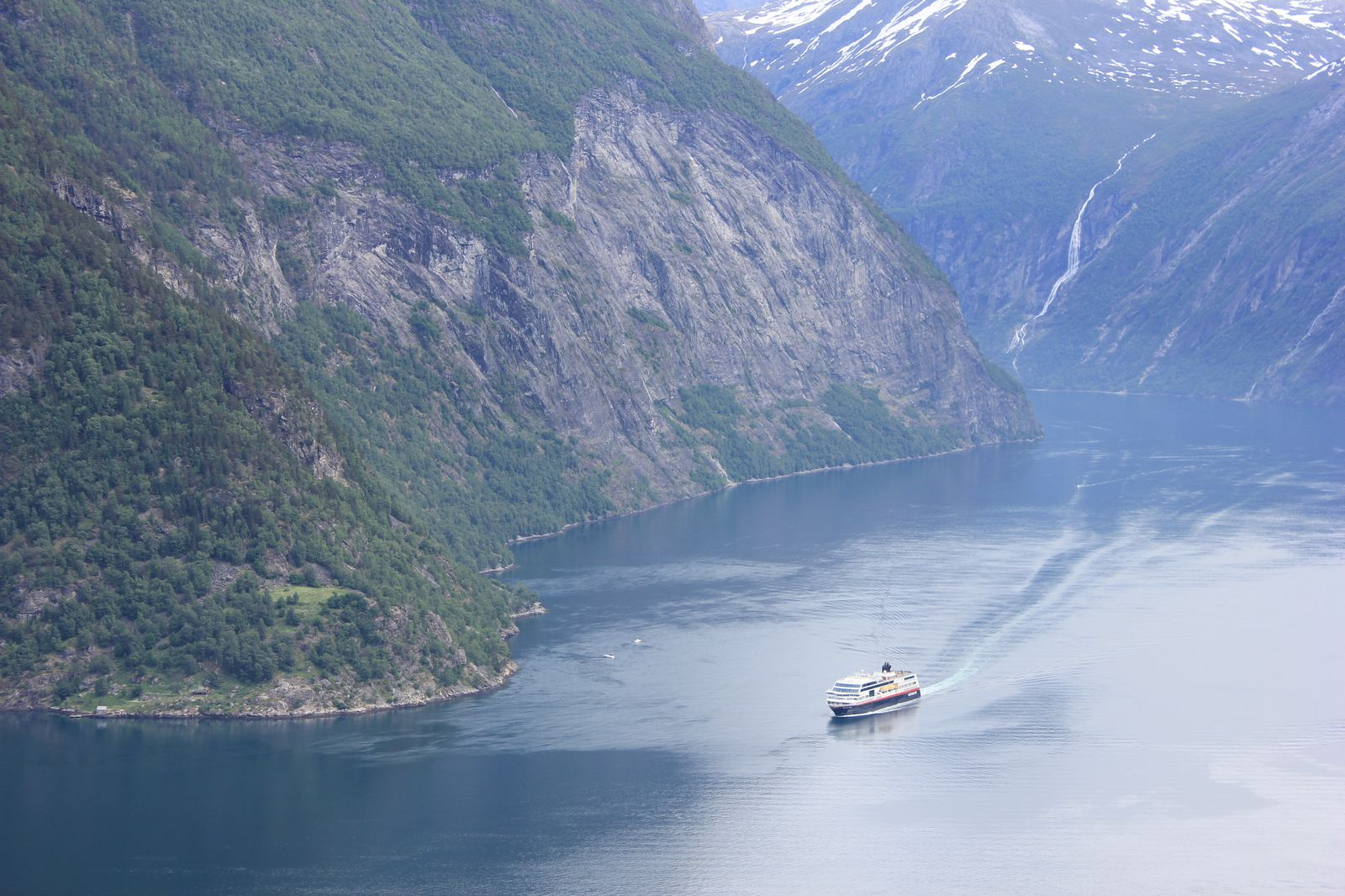
El coastal express passa per la vella granja del fiord de Lundaneset
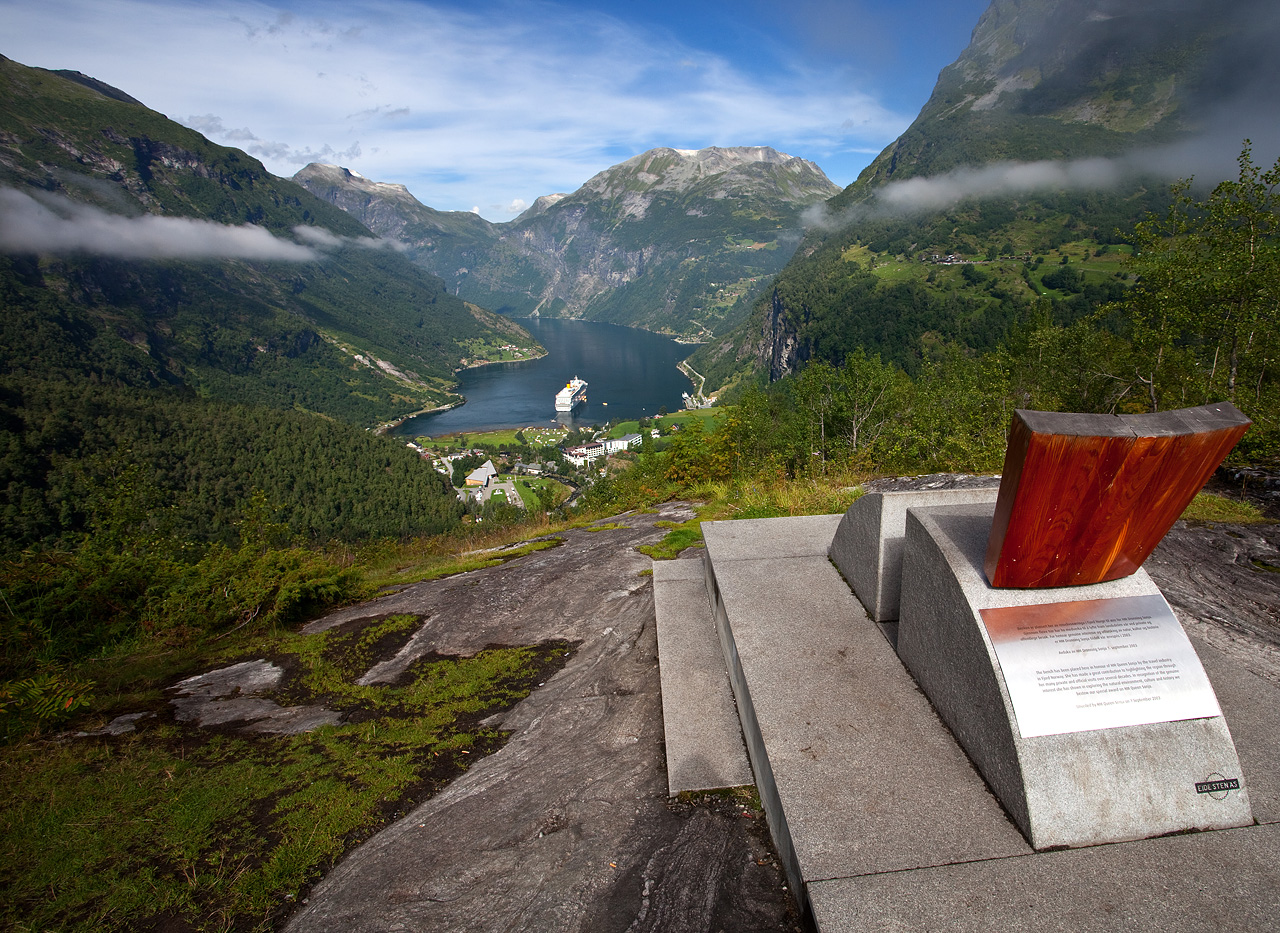
Cadira a Flydalsjuvet

## Cultura popular
- Estrenada el Març de 2016, "The Wave (Bølgen)" és una pel·lícula sobre el desastre noruec basat en la premissa d'un lliscament de roques de la muntanya Åkerneset inundant la ciutat de Geiranger.[6]